# Лучик Алла Анатоліївна
Лучик Алла Анатоліївна (* 5 червня 1959, м. Чугуїв, Харківська область) — український мовознавець, доктор філологічних наук, професор кафедри загального та слов'янського мовознавства Національного університету «Києво-Могилянська Академія» (Київ, Україна).

## Життєпис
1977—1981 рр. — навчалась в Чернівецькому державному університеті за спеціальністю російська мова і література.
1981—1984 рр. — асистент на кафедрі російської мови в Полтавському державному педагогічному інституті ім. В. Г. Короленка.
1984—2004 рр. — працівник кафедри практичного курсу російської мови, кафедри філологічних дисциплін у Кіровоградськомржавному педагогічному університеті ім. В. К. Винниченка.
1989 р. — отримала ступінь кандидата наук.
2001 р. — отримала ступінь доктора наук.
З 2002 р. — працювала в інституті східно-слов'янської філології Шльонського університету (м. Катовіце, Польща)
З 2004 р. — викладач Національного університету «Києво-Могилянська Академія» на кафедрі української мови (до 2007 р.), на кафедрі слов'янського та загального мовознавства (з 2007 і дотепер).

## Наукова діяльність
Учасниця близько 80 міжнародних, республіканських, університетських наукових конференцій і семінарів.
Керує роботою аспірантів. Під її керівництвом захищено 5 кандидатських дисертацій зі спеціальностей 10.02.17 — порівняльно-історичне і типологічне мовознавство та 10.02.01 — українська мова. Керує написанням бакалаврських і магістерських кваліфікаційних робіт. Член спеціалізованих Вчених рад із захисту кандидатських дисертацій у ХНПУ ім. Г. С. Сковороди та в НАУ.

## Наукові публікації
1. Семантика прислівникових еквівалентів слова в українській і російській мовах. — К.: Довіра, 2001. — 218 с.
2. Еквіваленти слова в українській мові. — Katowice: UŚ, 2009. — 170 с.
3. Російсько-український і українсько-російський словник еквівалентів слова. — К.: Довіра, 2004. — 497 с.
4. Словник еквівалентів слова української мови. — К.: НаУКМА, 2008. — 200 с.